# Dean Gorré
Dean Roberto Gorré (Paramaribo, 10 september 1970) is een Nederlands voetbaltrainer en voormalig voetballer.

## Clubcarrière
Op 20 april 1988 speelde hij zijn debuutwedstrijd als rechtshalf/aanvallende middenvelder bij de club SVV. Daarna heeft hij gespeeld bij SVV, SVV/Dordrecht '90, Feyenoord, FC Groningen, Ajax, Huddersfield Town en Barnsley.
In december 2008 werd hij assistent-trainer van Mark Wotte bij Southampton. Daarvoor vervulde hij dezelfde functie bij Stoke City. In 2010 behaalde hij zijn trainersdiploma bij de FA. Op 31 januari 2011 werd hij tot het einde van het seizoen 2010/11 als hoofdtrainer van RBC Roosendaal aangesteld. Met RBC vermeed hij directe degradatie uit de Eerste divisie, maar de club werd in juni 2011 failliet verklaard. Hierna was hij tot begin 2012 werkzaam als trainer van de A2 in de jeugdopleiding van AFC Ajax. In januari 2012 trad hij als jeugdtrainer in dienst bij de Schotse voetbalbond. Die functie legde hij in april 2013 neer.

## Trainerscarrière
In 2015 was Gorré coach van het Surinaamse nationale elftal. Zijn dienstverband duurde slechts twee verloren duels tegen Nicaragua in de tweede ronde van de kwalificatiereeks voor het WK voetbal 2018. Daarna was Gorré actief als scout voor het Engelse Reading. In juli 2018 tekende hij een tweejarig contract als bondscoach van Suriname. In maart 2021 verlengt hij zijn contract als bondscoach van "Natio" van Suriname met nog eens twee jaar.
Op 30 juli 2021 werd bekendgemaakt dat hij niet langer bondscoach was van Suriname. Als opvolger van Art Langeler ging hij in augustus 2022 aan de slag als technisch en development directeur van Curaçao. Op 30 augustus 2023 werd bekend dat hij enkele wedstrijd als interim-bondscoach van het eiland aan de slag ging.

## Loopbaan als speler
| seizoen | club              | land      | competitie         | wed. | goals |
| ------- | ----------------- | --------- | ------------------ | ---- | ----- |
| 1987/88 | SVV               | Nederland | Eerste divisie     | 4    | 0     |
| 1988/89 | SVV               | Nederland | Eerste divisie     | 36   | 4     |
| 1989/90 | SVV               | Nederland | Eerste divisie     | 26   | 1     |
| 1990/91 | SVV               | Nederland | PTT-Telecompetitie | 16   | 1     |
| 1991/92 | SVV/Dordrecht'90  | Nederland | PTT-Telecompetitie | 32   | 8     |
| 1992/93 | Feyenoord         | Nederland | PTT-Telecompetitie | 25   | 2     |
| 1993/94 | Feyenoord         | Nederland | PTT-Telecompetitie | 12   | 3     |
| 1994/95 | Feyenoord         | Nederland | PTT-Telecompetitie | 5    | 1     |
|         | FC Groningen      | Nederland | PTT-Telecompetitie | 12   | 3     |
| 1995/96 | FC Groningen      | Nederland | PTT-Telecompetitie | 34   | 4     |
| 1996/97 | FC Groningen      | Nederland | PTT-Telecompetitie | 34   | 11    |
| 1997/98 | Ajax              | Nederland | PTT-Telecompetitie | 22   | 3     |
| 1998/99 | Ajax              | Nederland | PTT-Telecompetitie | 14   | 1     |
| 1999/00 | Ajax              | Nederland | KPN-Telecompetitie | 0    | 0     |
|         | Huddersfield Town | Engeland  | Division One       | 28   | 4     |
| 2000/01 | Huddersfield Town | Engeland  | Division One       | 34   | 3     |
| 2001/02 | Barnsley          | Engeland  | Division One       | 19   | 2     |
| 2002/03 | Barnsley          | Engeland  | Division Two       | 27   | 0     |
| 2003/04 | Barnsley          | Engeland  | Division Two       | 19   | 7     |
| 2004/05 | Blackpool         | Engeland  | Division Two       | 1    | 0     |

## Privé
Gorré's zoon Kenji is tevens profvoetballer. Aan het begin van zijn loopbaan bij SVV was Dean Gorré daarnaast ook werkzaam als beroepsmilitair.